# Google Inbox
Google Inbox — почтовое приложение от компании Google. Доступно для Android и IOS, а также для веб-браузеров Google Chrome, Firefox и Safari. До 28 мая 2015 года пользователи могли устанавливать Inbox только по приглашениям или по заявке на официальный сайт. На данный момент приложение может установить любой желающий. Выработанная с целью изучения потребностей пользователей почтовых приложений,  она была объявлена Google демонтированой  в конце марта 2019 в связи с достижением цели создания. Теперь, многие функции приложения стали составной частью обновлённого фирменного почтового ящика Google «Gmail».

## Возможности
Inbox Gmail сканирует входящие сообщения Gmail для получения информации. Он собирает сообщения электронной почты, относящиеся к той же общей теме, в организованный пакет с названием, описывающим содержимое пакета. Например, авиабилеты, прокат автомобилей, и бронирование гостиниц сгруппированы в «путешествия», что дает пользователю более простой обзор писем. Пользователи также могут вручную группировать электронные письма, чтобы «научить» входящие, как работает пользователь. Служба выделяет основные сведения и важную информацию в сообщениях, таких как маршруты рейсов, информация о событиях, фотографии и документы. Кроме того, Inbox может получать обновленную информацию из Интернета, включая состояние рейсов и доставку пакетов в реальном времени. Пользователи могут установить напоминания для Surface важные сообщения на более позднее время. Иногда, когда пользователю требуется конкретная информация, Inbox может помочь пользователю, находя нужные сведения. Для тех времен, когда Inbox выделяет информацию, не необходимую в то время, пользователи могут отложить сообщение или напоминание, с параметрами, чтобы сделать информацию снова появляться на более позднее время или в определенном месте.
В июне 2015, Google добавил «Отменить отправление» функцию в папку «Входящие», давая пользователям 10 секунд, чтобы отменить отправку сообщения.
В ноябре 2015, Google добавил «умный ответ» для мобильных приложений. С умным ответом, Inbox определяет, на какие письма можно ответить с коротким ответом, создавая три примера ответов, и позволяя пользователям отправлять один с одним касанием.
В апреле 2016, Google обновленный почтовый ящик с тремя новыми функциями; Google Календарь событий организации, бюллетень предпросмотра, и «сохранить в Inbox», которые позволют пользователям сохранять ссылки для последующего использования, а не по электронной почте ссылки на себя.
В декабре 2017, Google представила «отказаться» карта, которая позволяет пользователям легко отказаться от рассылки списков. Карточка появляется для сообщений электронной почты от определенных отправителей, которые пользователь не открывал в течение месяца.

## Применение
После подтверждения электронной почты, приложение сканирует почтовый ящик пользователя и выводит самые важные письма, например с темами «Путешествие», «Работа», «Обновления» и так далее. Также приложение сохраняет координаты для Google карт, к примеру если в письме прислали ссылку на адрес ресторана в картах, то Inbox определит эти ссылки в отдельные папки.
Использование приложения только по приглашениям был обусловлен тем, что оно находилось в стадии Бета-тестирования. После конференции Google I/O 2015, которая проходила 28 и 29 мая 2015 года, приложение стало доступно для скачивания всем желающим.

## Закрытие
В сентябре 2018 года компания Google объявила о том, что почтовая служба Inbox прекратит свою работу в марте 2019.
- 19 марта 2019 года разработчики уведомили всех пользователей Inbox в самом приложении о том, что Inbox перестанет работать 2 апреля 2019 года.